# Seo-gu (Daegu)
Seo-gu (koreanisch 서구) ist einer der acht Stadtteile von Daegu und hat 177.758 Einwohner (Stand: 2019). Es handelt sich dabei um einen der westlichen Bezirke der Stadt. Wörtlich übersetzt bedeutet der Name Westbezirk. Der Bezirk grenzt im Uhrzeigersinn an die Stadtteile  Buk-gu, Jung-gu, Dalseo-gu und Dalseong-gun.

## Verwaltung

Verwaltungseinheiten des Seo-gu

Seo-gu besteht aus 17 dong (Teilbezirke).
Als Bezirksbürgermeister amtiert Ryu Hanguk (류한국). Er gehört der Mirae-tonghap-Partei an.